# Liste von Persönlichkeiten des Kantons Bern
Diese Liste gibt einen thematisch geordneten Überblick zu Persönlichkeiten des Kantons Bern.

## Wissenschaft

### Agronomie
- Johann Rudolf Tschiffeli (1716–1780), Agronom
- Niklaus Emanuel Tscharner (1727–1794), Agronom
- Fritz Kobel (1896–1981), Obst-, Wein-, Gemüse- und Gartenbauwissenschaftler

### Geschichtswissenschaft
- Vincenz Bernhard Tscharner (1728–1778), Historiker und Schriftsteller
- Gottlieb Emanuel von Haller (1735–1786), Historiker und Jurist
- Bernhard Emanuel von Rodt (1776–1848), Offizier, Politiker und Historiker
- Wolfgang Friedrich von Mülinen (1863–1917), Historiker
- Richard Feller (1877–1958), Historiker
- Paul-Otto Bessire (1880–1958), Historiker
- Georges Grosjean (1921–2002), Historiker, Geograph und Museumsdirektor

### Mathematik
- Ludwig Schläfli (1814–1895), Mathematiker
- Jakob Steiner (1796–1863), Mathematiker

### Medizin
- Christoph Theodor Aeby (1835–1885), Anthropologe
- Karl Wilhelm Flügel (1788–1857), Arzt
- Emanuel Eduard Fueter (1801–1855), Arzt
- Albrecht von Haller (1708–1777), Arzt und Universalgelehrter
- Emil Theodor Kocher (1841–1917), Chirurg und Nobelpreisträger
- Walter Morgenthaler (1882–1965), Psychiater und Psychotherapeut
- Maurice Müller (1918–2009), Pionier der orthopädischen Chirurgie
- Rudolf Abraham von Schiferli (1775–1837), Chirurg
- Michael Schüppach (1707–1781), «Wunderdoktor»

### Naturwissenschaft
- Niklaus Blauner (1713–1791), Geograph und Physiker
- Johann Büttikofer (1850–1927), Zoologe
- Ernst Gäumann (1893–1963), Botaniker, Mykologe und Phytopathologe
- Niklaus Gerber (1850–1914), Chemiker
- Heinrich Huttenlocher (1890–1954), Geologe
- Alfred de Quervain (1879–1927), Geophysiker und Arktisforscher
- Ludwig Rütimeyer (1825–1895), Paläontologe
- Robert Stämpfli (1914–2002), Physiologe und Membranforscher
- Paul Wild (1925–2014), Astronom
- Matthias Winiger (* 1943), Geograph
- Kurt Wüthrich (* 1938), Chemiker und Nobelpreisträger
- Thomas Zurbuchen (* 1968), Astrophysiker

### Rechtswissenschaft
- Karl Ludwig von Haller (1768–1854), Staatsrechtler
- Walter Ludwig Wilhelm Lauterburg (1861–1938), Strafrechtler und Rechtshistoriker

### Sprach- und Literaturwissenschaft
- Ruth Bietenhard (1920–2015), Mundartforscherin
- Emanuel Friedli (1846–1939), Mundartforscher
- Otto von Greyerz (1863–1940), Mundartforscher, Spracherzieher
- Max Lüthi (1909–1991), Literaturwissenschaftler und Märchenforscher
- Daniel Albert Wyttenbach (1746–1820), Altphilologe

### Theologie
- Benedictus Aretius (um 1522–1574)
- Eduard Bähler (1870–1925)
- Karl Barth (1886–1968), evangelisch-reformierter Theologe
- Hans Bietenhard (1916–2008)
- Rudolf Bohren (1920–2010)
- Fritz Buri (1907–1995)
- Rudolf Dellsperger (* 1943)
- Friedrich Eymann (1887–1954)
- Eduard Güder (1817–1882)
- Kurt Guggisberg (1907–1972)
- Wilhelm Hadorn (1869–1929)
- Samuel Huber (1547–1624)
- Albert Immer (1804–1884)
- Samuel König (1671–1750)
- Hermann Kutter (1863–1931)
- Eduard Langhans (1832–1891)
- Ernst Friedrich Langhans (1829–1880)
- Ulrich Neuenschwander (1922–1977)
- Alfred de Quervain (1896–1968)
- Johann Peter Romang (1802–1875)
- Simon Sulzer (1508–1585)
- Martin Werner (1887–1964)
- David Samuel Daniel Wyttenbach (1706–1779)

### Sonstige
- Peter Bieri (1944–2023), Philosoph und Schriftsteller
- Samuel Engel (1702–1784), Bibliothekar, Geograph, Politiker, Philanthrop und Ökonom
- Philipp Emanuel von Fellenberg (1771–1844), Pädagoge
- Albert Samuel Gatschet (1832–1907), Ethnologe und Linguist
- Gustav Hans Graber (1893–1982), Psychologe und Psychoanalytiker
- Walter Schädelin (1873–1953), Forstwissenschaftler

## Religion

### Reformierte Pfarrer
- Carl Albrecht Reinhold Baggesen (1793–1873)
- Paul Berger (1920–2004)
- Théophile-Rémy Frêne (1727–1804)
- Karl von Greyerz (1870–1949)
- Johann Rudolf Gruner (1680–1761)
- Johannes Haller der Jüngere (1523–1575)
- Karl Howald (1796–1869)
- Kurt Marti (1921–2017), evangelisch-reformierter Pfarrer und Schriftsteller
- Walter Lüthi (1901–1982)
- Samuel Lutz (1674–1750)
- Charles-Ferdinand Morel (1772–1848)
- Jakob Samuel Wyttenbach (1748–1830)

### Weitere religiöse Persönlichkeiten
- Jakob Ammann (1644?–vor 1730), Mennonitenprediger
- Fritz Berger (1868–1950), Gründer der Gemeinde für Christus
- Samuel Gobat (1799–1879), evangelischer Bischof von Jerusalem
- Johann Ulrich Heiniger (1808–1892), Stadtmissionar
- Hans Haslibacher (1500–1571), Märtyrer der Täufer
- Johanna Meyer (1851–1921), Lehrerin und Liederdichterin
- Heinrich von Thun († 1238), Bischof von Basel
- Dora Rappard (1842–1923), Missionarsfrau und Liederdichterin
- Hans Reist (um 1700), Mennonitenprediger
- Karl Stettler-von Rodt (1802–1870), langjähriger Vorsitzender der Evangelischen Gesellschaft des Kantons Bern
- Albert Steffen (1884–1963), Anthroposoph und Dichter
- Karl von Rodt (1805–1861), Gründer der Freien Evangelischen Gemeinde in Bern
- Anna von Wattenwyl (1841–1927), Pionierin der Heilsarmee
- Thomas Wyttenbach (um 1472–1526), Reformator der Stadt Biel

## Politik

### Feldherren
- Adrian I. von Bubenberg (um 1434–1479)
- Hieronymus von Erlach (1667–1748)
- Johann Ludwig von Erlach (1595–1650)
- Karl Ludwig von Erlach (1746–1798)
- Rudolf von Erlach (um 1299–1360)
- Sigmund von Erlach (1614–1699)
- Samuel Frisching (1638–1721)
- Johann Rudolf von Graffenried (1751–1823)
- Robert Scipio von Lentulus (1714–1786)
- Hans Franz Nägeli (ca. 1497–1579)

### Schultheissen
- Siehe: Schultheiss von Bern

### Berner Stadtpräsidenten
- Siehe: Liste der Stadtpräsidenten von Bern

### Kantonale und nationale Parlamentarier
- Siehe: Liste der Mitglieder des Grossen Rats des Kantons Bern 2010
- Siehe: Liste der Nationalräte des Kantons Bern
- Siehe: Liste der Ständeräte des Kantons Bern

### Regierungsräte
- Siehe: Liste der Regierungsräte des Kantons Bern

### Bundesräte
- Markus Feldmann (1897–1958)
- Rudolf Gnägi (1917–1985)
- Rudolf Minger (1881–1955)
- Eduard Müller (1848–1919)
- Ulrich Ochsenbein (1811–1890)
- Adolf Ogi (* 1942)
- Karl Schenk (1823–1895)
- Karl Scheurer (1872–1929)
- Samuel Schmid (* 1947)
- Johann Schneider-Ammann (* 1952)
- Simonetta Sommaruga (* 1960)
- Jakob Stämpfli (1820–1879)
- Eduard von Steiger (1881–1962)
- Friedrich Traugott Wahlen (1899–1985)

### Frauenrechtlerinnen
- Margarethe Faas-Hardegger (1882–1963)
- Marthe Gosteli (1917–2017)
- Emma Graf (1865–1926)
- Julie von May von Rued (1808–1875)
- Helene von Mülinen (1850–1924)
- Rosa Neuenschwander (1883–1962)

### Chronisten
- Jodokus Jost (1589–1657)
- Konrad Justinger († etwa 1425)
- Diebold Schilling der Ältere (um 1445–1485)

### Sonstige
- Friedrich Born (1903–1963), Wirtschaftsdiplomat
- Gerhard Brügger (* 1953), Generalmajor, Chef der Schweizerischen Delegation in der Neutralen Waffenstillstands-Überwachungskommission in Korea
- Ludwig von Diesbach (1452–1527), Staatsmann
- David Ludwig Bay (1749–1832), Politiker der Helvetik
- Thüring Fricker (ca. 1429–1519), Stadtschreiber von Bern
- Charles Albert Gobat (1843–1914), Politiker und Friedensnobelpreisträger
- Christoph von Graffenried (1661–1743), Gründer der Kolonie New Bern
- Samuel Henzi (1701–1749), Verschwörer
- Niklaus Leuenberger (ca. 1615–1653), Bauernführer
- Kurt Nuspliger (* 1949), Staatsschreiber
- Rudolf Stämpfli (* 1955), Präsident des Schweizerischen Arbeitgeberverbandes

## Kunst und Kultur

### Klassische Musik
- Adrian Aeschbacher (1912–2002), Pianist
- Walther Aeschbacher (1901–1969), Dirigent und Komponist
- Cosmas Alder (1497–1550), Komponist
- Daniel Andres (* 1937), Komponist und Musiker
- Hans Anliker (* 1949), Posaunist
- Matthias Bamert (* 1942), Komponist und Dirigent
- Willy Burkhard (1900–1955), Komponist
- Mario Bürki (* 1977), Komponist
- Lukas Christinat (* 1965), Solohornist im Luzerner Sinfonieorchester, Dozent für Horn und Kammermusik an der Hochschule Luzern
- Jörg Ewald Dähler (1933–2018), Dirigent, Cembalist und Komponist
- Jean-Luc Darbellay (* 1946), Komponist, Dirigent, Klarinettist und Arzt
- Lisa della Casa (1919–2012), Opern- und Operettensängerin
- Thomas Demenga (* 1954),  Cellist und Komponist
- Esther Feingold (* 1965), Sängerin und Saxophonistin
- Gottfried von Fellenberg (1857–1924), Komponist
- Thomas Fortmann (* 1951), Komponist und Gründer der Accademia Amiata
- Carl Friedemann (1862–1952), Komponist, Dirigent und Musiker
- Roland Fröscher (* 1977), Euphoniumsolist
- Thomas Füri (1947–2017), Violinist und Lehrer
- Mich Gerber (* 1957), Komponist und Kontrabassist
- Daniel Glaus (* 1957), Organist und Komponist
- Heinz Holliger (* 1939), Oboist, Komponist und Dirigent
- Simon Ho (* 1963), Pianist und Komponist
- Stephan Jaeggi (1903–1957), Komponist und Dirigent
- Rudolf Jaggi (1940–2015), Komponist
- Arthur Loosli (1926–2021), Konzertsänger
- Roland Moser (* 1943), Komponist
- Max Rostal (1905–1991), Violinist, Bratschist und Pädagoge
- Christian Sommerhalder (* 1969), Komponist und Musiker
- Olive Emil Wetter (* 1980), Pianist, Klavierlehrer und Psychologe
- Jürg Wyttenbach (1935–2021), Komponist, Dirigent und Pianist

### Volksmusik
- Gottfried Aegler (* 1932), Klarinettist, Dirigent und Musikverleger
- Christian Boss (1926–1987), Volksmusikant und Komponist
- Lorenz Giovanelli (1915–1976), Volksmusiker und Komponist
- Peter Grossen (* 1961), Akkordeon- und Schwyzerörgelispieler
- Francine Jordi (* 1977), Sängerin und Komponistin
- Wally Schneider (* 1959), Sängerin, Schwyzerörgelispielerin und Gitarristin
- Fritz Schori (1887–1971), Komponist, Dirigent und Musikverleger
- Martin Schütz (* 1960), Schwyzerörgelispieler und Komponist
- Adolf Stähli (1925–1999), Jodler und Komponist
- Jakob Ummel (1895–1992), Klarinettist und Jodler

### Jazz-, Rock- und Popmusik, Liedermacher
- Susanne Abbuehl (* 1970), Jazzsängerin
- Daniel Aebi (* 1973), Schlagzeuger, Mitbegründer der Band Grand Mother’s Funck
- Hanery Amman (1952–2017), Musiker, Mitbegründer der Band Rumpelstilz
- Endo Anaconda (1955–2022), Sänger der Mundart-Band Stiller Has, Schriftsteller
- Anshelle (* 1975), Pop-Sängerin
- Baze, Mundart-Rapper, Mitglied der Chlyklass-Crew
- Ernest Berner (1904–1966), Jazzpianist, Herausgeber der Schweizer Filmzeitung
- René Bertschy (1912–1999), Jazz- und Unterhaltungsmusiker, Leiter der Continentals
- Nico Brina (* 1969), Boogie Woogie-, Blues- und Rock'n'Roll-Pianist und Sänger
- Christopher S. (* 1969), House-DJ
- Stephan Eicher (* 1960), Liedermacher, (Rock-)Chansonnier
- Philipp Fankhauser (* 1964), Bluesmusiker
- Gölä (* 1968), Rockmusiker
- Mike Goetz (* 1956), Jazzmusiker und Produzent
- Christoph Grab (* 1967), Jazzmusiker und Hochschullehrer
- Greis, Rapper, Mitglied der Chlyklass-Crew und der Band PVP
- Gunvor (* 1974), Sängerin und Stepptänzerin
- Polo Hofer (1945–2017), Mundartrock-Sänger und -Poet
- Diego Hostettler (* 1980), Techno-DJ und -Produzent
- Büne Huber (* 1962), Bandleader der Mundartband Patent Ochsner
- Daniel Kandlbauer (* 1983), Rockmusiker und -Sänger
- Hans Koch (* 1948), Holzbläser und Komponist
- Ruedi Krebs (* 1938), Liedermacher und Mitglied der Berner Troubadours
- Kutti MC (* 1980), Dichter, Rapper und Performance-Poet
- Kuno Lauener (* 1961), Sänger und Songschreiber der Band Züri West
- Christine Lauterburg (* 1956), Sängerin und Schauspielerin
- Don Li (* 1971), Jazzmusiker und Komponist
- Lo & Leduc, Mundart-Rapduo
- Erwin Lorant (* 1962), Trompeter
- Mani Matter (1936–1972), Mundart-Liedermacher, Mitglied der Berner Troubadours und Jurist
- Mind-X (* 1972), Techno-DJ und Musikproduzent
- Monique (* 1977), Schlagersängerin
- Müslüm (* 1979), Musiker und Bühnenfigur
- Robert Morgenthaler (* 1952), Jazzmusiker
- Natacha (* 1965), Mundartsängerin
- Nemo (* 1999), Musiker
- Balts Nill (* 1953), Multiinstrumentalist, Mitglied der Gruppe Stiller Has, Journalist
- DJ Noise (* 1974), Trance-DJ und -Produzent
- Hazy Osterwald (1922–2012), Musiker, Sänger und Orchesterleiter
- Simon Petermann (* 1982), Jazzmusiker
- Peter Reber (* 1949), Liedermacher und Sänger, Mitglied der Gruppe Peter, Sue & Marc
- Ritschi (* 1979), Leadsänger der Mundartband Plüsch seit 1997
- Samuel Rohrer (* 1977), Jazz-Schlagzeuger
- Sandee (* 1976), Mundart-Sängerin
- DJ Snowman, Trance-DJ
- Teddy Stauffer (1909–1991), Bandleader und Deutschlands Swing-König der 30er Jahre
- Steff la Cheffe (* 1987), Rapperin und Beatboxerin
- Jacob Stickelberger (1940–2022), Liedermacher, Mitglied der Berner Troubadours und Rechtsanwalt
- Bernhard Stirnemann (1936–2011), Liedermacher und Mitglied der Berner Troubadours
- Markus Traber (1946–2010), Mitglied der Berner Troubadours
- Fritz Widmer (1938–2010), Mitglied der Berner Troubadours, Schriftsteller und Lehrer
- Wege Wüthrich (* 1960), Jazzmusiker und Musiklehrer
- Roland Zoss (* 1951), Kinderliedermacher, Lyriker und Schriftsteller

### Musiktheoretiker
- Urs Frauchiger (1936–2023), Musiktheoretiker, Autor und Cellist
- Ernst Kurth (1886–1946), Musiktheoretiker und Musikpsychologe

### Film, Fotografie, Theater, Kabarett, Zirkus
- Ursula Andress (* 1936), Filmschauspielerin
- Ursula Bleisch-Imhof (* 1942), Puppenspielerin und Theaterleiterin
- Kurt Blum (1922–2005), Fotograf und Dokumentarfilmer
- Lisa Catena (* 1979), Satirikerin
- Mario Cortesi (* 1940), Journalist, Sachbuchautor und Filmrealisator
- Reto Finger (* 1972), Dramatiker
- Grock (1880–1959), Clown
- Grosi (* 1973), Comedian, Satiriker und Radio- und TV-Moderator
- Martin Hesse (Fotograf) (1911–1968), Fotograf
- Markus Imboden (* 1955), Filmregisseur und Drehbuchautor
- Remo Legnazzi (* 1946), Filmregisseur
- Simone Oppliger (1947–2006), Fotografin
- Cristina Perincioli (* 1946), Filmregisseurin und Autorin
- Liselotte Pulver (* 1929), Filmschauspielerin
- Franz Schnyder (1910–1993), Filmregisseur
- Bettina Stucky (1969), Schauspielerin
- Andreas Thiel (* 1971), Satiriker

### TV und Radio
- Herbert Herrmann (* 1941), Schauspieler
- Kurt Aeschbacher (* 1948), Fernsehmoderator
- Daniel Boemle (1960–2007), Moderator bei DRS3, Sänger, Autor, DJ, Kulturvermittler und Maler
- Reeto von Gunten (* 1963), Autor und Radiomoderator
- Ueli Schmezer (* 1961), Moderator, Journalist und Sänger
- Otto Steiger (1909–2005), Radionachrichtensprecher und Schriftsteller
- Mathis Künzler (* 1978), Schauspieler

### Bildende Künste

#### Architekten
- Joseph Plepp (1595–1642)
- Abraham Dünz der Ältere (1630–1688)
- Albrecht Stürler (1705–1745)
- Niklaus Sprüngli (1725–1802)
- Erasmus Ritter (1726–1805)
- Carl Ahasver von Sinner (1754–1821)
- Ludwig Samuel Stürler (1768–1840)
- Jakob Friedrich Studer (1817–1879)
- Eugen Stettler (1840–1913)
- Theodor Gohl (1844–1910)
- Henry Berthold von Fischer (1861–1949)
- Karl Indermühle (1877–1933)
- Otto Rudolf Salvisberg (1882–1940)
- Hans Brechbühler (1907–1989)
- Michael Stettler (1913–2003)
- Markus Grob (1952–2021)

#### Maler und Grafiker
- Albert Anker (1831–1910)
- Heinrich Bichler (2. Hälfte 15. Jh.)
- August von Bonstetten (1796–1879)
- Arnold Brügger (1888–1975)
- Max Buri (1868–1915)
- Emil Cardinaux (1877–1936)
- Franz Eggenschwiler (1930–2000)
- Hans Eggimann (1872–1929)
- Waldemar Fink (1883–1948), «Waldo», Landschaftsmaler
- Sigmund Freudenberger (1745–1801)
- Marguerite Frey-Surbek (1886–1981)
- Franz Gertsch (1930–2022)
- Stefan Haenni (* 1958)
- Ferdinand Hodler (1853–1918)
- Rolf Iseli (* 1934)
- Johannes Itten (1888–1967), Maler und Kunstpädagoge
- Paul Klee (1879–1940)
- Alexander Klee (1940–2021)
- Franz Niklaus König (1765–1832)
- Martin Lauterburg (1891–1960)
- Arthur Loosli (1926–2021), Kunstmaler
- Oscar Lüthy (1882–1945)
- Niklaus Manuel (ca. 1484–1530)
- Otto Meyer-Amden (1885–1933)
- Gottfried Mind (1768–1814), «Katzenraffael»
- Louis Moilliet (1880–1962)
- Paul Jakob Müller (Paolo) (1894–1982)
- Rudolf Mumprecht (1918–2019)
- Rudolf Münger (1862–1929)
- Fritz Eduard Pauli (1891–1968)
- Werner Schwarz (1918–1994)
- Karl Stauffer-Bern (1857–1891)
- Martha Stettler (1870–1945)
- Victor Surbek (1885–1975), Maler, Aquarellist, Grafiker und Kunstlehrer
- Timmermahn (* 1942), Maler und Geschichtenerzähler
- Karl Walser (1877–1943), Maler, Bühnenbildner und Illustrator
- John Webber (1751–1793)
- Lisa Wenger (1858–1941), Künstlerin, Kinderbuchautorin und Malerin
- Joseph Werner (1637–1710)
- Adolf Wölfli (1864–1930), Art-Brut-Künstler
- Edmund Wunderlich (1902–1985)
- Bruno Wurster (1939–2003), Maler und Grafiker

#### Bildhauer, Plastiker und sonstige bildende Künstler
- Max Fueter (1898–1983), Bildhauer, Zeichner und Aquarellist
- Johann Friedrich Funk (1706–1775), Bildhauer
- Hermann Haller (1880–1950), Bildhauer
- Bernhard Luginbühl (1929–2011), Eisenplastiker
- Etienne Perincioli (1881–1944), Bildhauer
- Marcel Perincioli (1911–2005), Bildhauer
- Karl Emanuel Tscharner (1791–1873), Bildhauer
- Joseph Simon Volmar (1796–1865), Maler, Bildhauer, Lithograf und Kunstlehrer
- Willy Weber (1933–1998), Eisenplastiker
- Markus Zürcher (1946–2013), Konzeptkünstler

### Kuratoren
- Elka Spoerri (1924–2002)
- Michael Stettler (1913–2003)
- Harald Szeemann (1933–2005)

### Sonstige
- Julie Bondeli (1732–1778), Salonnière
- Adrian Frutiger (1928–2015), Typograph
- Urs Hostettler (* 1949), Spieleerfinder, Autor und Liedermacher

## Sport

### Eishockey
- Reto von Arx (* 1976)
- Martin Gerber (* 1974)
- Marcel Jenni (* 1974)
- Roman Josi (* 1990)
- Samuel Kreis (* 1994)
- Michel Riesen (* 1979)
- Martin Steinegger (* 1972)
- Daniel Steiner (* 1980)
- Mark Streit (* 1977)

### Fussball
- Samuel Ballet (* 2001)
- Roman Bürki (* 1990)
- Alisha Lehmann (* 1999)
- Rémo Meyer (* 1980)
- Milaim Rama (* 1976)
- Christoph Spycher (* 1978)
- Alain Sutter (* 1968), Ex-Nationalspieler, Kommentator
- Hans-Peter Zaugg (* 1952), Trainer

### Skisport
- Evelyne Dirren (* 1956)
- Beat Feuz (* 1987)
- Beatrice Gafner (* 1964)
- Christine von Grünigen (* 1964)
- Michael von Grünigen (* 1969)
- Bruno Kernen (* 1972)
- Marlies Oester (* 1976)
- Martina Schild (* 1981)
- Hedy Schlunegger (1923–2003)
- Corinne Schmidhauser (* 1964)
- Heidi Zeller-Bähler (* 1967)
- Gabriela Zingre-Graf (* 1970)
- Hans Burn (* 1965, Behindertensportler)

### Sonstige
- Christian Almer (1826–1898), Bergführer
- Christian Belz (* 1974), Langstreckenläufer
- Fabian Cancellara (* 1981), Radsportler
- Markus Eggler (* 1969), Curling-Sportler
- Marcel Fischer (* 1978), Fechter
- Tanja Frieden (* 1976), Snowboarderin
- Marc Hodler (1918–2006), Sportfunktionär und Mitglied des IOC
- Alex Hofer (* 1977), Gleitschirmpilot
- David Loosli (* 1980), Radsportler
- Thomas Lüthi (* 1986), Motorradfahrer
- Chrigel Maurer (* 1982), Gleitschirmpilot
- Simone Niggli-Luder (* 1978), Orientierungsläuferin
- Markus Ryffel (* 1955), Langstreckenläufer
- Ueli Steck (1976–2017), Bergsteiger
- Gottlieb Wanzenried (1906–1993), Radrennfahrer
- Alen Milosevic (* 1989), Handballer

## Wirtschaft
- Johann Althaus (1798–1876), Begründer der Produktion von Emmentalerkäse im Allgäu
- Ernesto Bertarelli (* 1965), reichste Familie des Kantons (Stand 2020)
- Paul-Alcide Blancpain (1839–1899), Brauereiunternehmer
- Camille Bloch (1891–1970), Schokoladenfabrikant
- Gottfried Egger (1830–1913), Brauereiunternehmer
- Beat Fischer (1641–1698), Postpionier
- Ulrich Gygi (* 1946), ehemaliger Konzernleiter der Schweizerischen Post
- Gustav Hasler (1877–1952), Telekommunikations-Unternehmer
- Carlo Imboden (* 1950), Medienforscher, Unternehmensberater, Erfinder von Readerscan
- Rodolphe Lindt (1855–1909), Schokolade-Fabrikant
- François Loeb (* 1940), Unternehmer, Politiker und Schriftsteller
- Karl Stämpfli (1844–1894), Politiker und Buchdrucker
- Emma Stämpfli-Studer (1848–1930), Unternehmerin und Pionierin im Bereich Kinderkrippen
- Rudolf Stämpfli (* 1955), Arbeitgeberpolitiker und Verleger

## Techniker und Ingenieure
- Wilhelm Rudolf Kutter (1818–1888), Wasserbau-Ingenieur
- Gottlieb Ott (1832–1882), Brückenbau-Ingenieur

## Sonstige
- Arthur Bill (1916–2011), Pädagoge und Organisator internationaler humanitärer Hilfe
- Walter von Bonstetten (1867–1949), Pfadfinderpionier
- Enrico Cobioni (1881–1912), Luftfahrtpionier
- Gertrud Kurz (1890–1972), «Flüchtlingsmutter»
- Elisabeth de Meuron (1882–1980), Berns «letzte Aristokratin»
- Werner Munter (* 1941), Bergführer, Autor und Sicherheitsexperte für alpines Klettern
- Gottlieb Samuel Studer (1804–1890), Notar und Pionier des Alpinismus
- Karl Tellenbach (1877–1931), Coiffeurmeister und Berner Stadtoriginal

## Im Kanton Bern geborene Persönlichkeiten
- Volkmar Andreae (1879–1962), Dirigent und Komponist
- Johann-Conrad Appenzeller (1775–1850), reformierter Pfarrer und Volksschriftsteller
- Peter Balzli (* 1964), Schweizer Fernsehjournalist
- John Bost (1817–1881), reformierter Pfarrer und Sozialpionier
- Christoph Braendle (* 1953), Schriftsteller und Journalist
- Walter Breisky (1871–1944), österreichischer Politiker
- Gottfried von Einem (1918–1996), Komponist
- Hans Albert Einstein (1904–1973), Bauingenieur, Professor, Sohn von Albert Einstein und Mileva Marić
- Alexandre Hay (1919–1991), Anwalt
- Thomas Hirschhorn (* 1957), Installations-Künstler
- Ulrich Knellwolf (* 1942), reformierter Pfarrer und Kriminalschriftsteller
- Stefan Kurt (* 1959), Schauspieler
- Salvatore Licitra (1968–2011), italienischer Tenor
- Manon (* 1940), Zürcher Künstlerin
- Christian Menn (1927–2018), Tragwerksplaner und Bauingenieur
- Rémo Meyer (* 1980), Fußballspieler
- Jean Rudolf von Salis (1901–1996), Historiker, Schriftsteller und Publizist
- Hans Schaffner (1908–2004), Bundesrat, geboren in Interlaken
- Carl Schenkel (1948–2003), Filmregisseur und Drehbuchautor
- Philipp Albert Stapfer (1766–1840), Politiker, Diplomat und Theologe
- Wen-Sinn Yang (* 1965), Cellist taiwanischer Abstammung
- Matthias Zschokke (* 1954), Schriftsteller und Filmemacher

## Persönlichkeiten mit zeitweiligem Wohnsitz im Kanton Bern

### Wissenschaftler

#### Philosophen
- Ernst Bloch (1885–1977), Philosoph
- Jean Gebser (1905–1973), Philosoph und Bewusstseinsforscher
- Georg Wilhelm Friedrich Hegel (1770–1831), deutscher Philosoph
- Johann Friedrich Herbart (1776–1841), deutscher Pädagoge und Philosoph
- Carl Hilty (1833–1909), Philosoph und Staatsrechtler
- Max Scheler (1874–1928), deutscher Philosoph, Anthropologe und Soziologe
- Walter Benjamin (1892–1940), deutscher Philosoph und Kunstkritiker

#### Theologen
- Karl Barth (1886–1968), evangelisch-reformierter Theologe
- Karl Bernhard Hundeshagen (1810–1872), deutscher reformierter Theologe
- Wolfgang Musculus (1497–1563), reformierter Theologe und Reformator
- Adolf Schlatter (1852–1938), evangelischer Theologe
- Matthias Schneckenburger (1804–1848), evangelischer Theologe
- Eduard Zeller (1814–1908), deutscher Theologe und Philosoph

#### Pädagogen
- Friedrich Fröbel (1782–1852)
- Johann Heinrich Pestalozzi (1746–1827)
- Johann Jacob Wehrli (1790–1855)

#### Sonstige
- Ruth Cohn (1912–2010), Psychologin
- Albert Einstein (1879–1955), Physiker
- Heini Hediger (1908–1992), Zoologe, 1938–1943 Verwalter des Tierparks Dählhölzli
- Eugen Huber (1849–1923), Jurist
- Georg Simon Ohm (1789–1854), deutscher Physiker
- Gonzague de Reynold (1880–1970), Literaturwissenschaftler
- Clà Riatsch (* 1956), Romanist
- Gershom Scholem (1897–1982), Judaist
- Wilhelm Snell (1789–1851), Jurist
- Alexander Tschirch (1856–1939), Pharmakologe

### Musiker
- Adolph Methfessel (1807–1878), deutscher Komponist und Dirigent
- Johannes Brahms (1833–1897), deutscher Komponist, Pianist und Dirigent

### Maler, Bildhauer und sonstige bildende Künstler
- Johann Ludwig Aberli (1723–1786), Maler, Zeichner und Radierer
- Cuno Amiet (1868–1961), Maler, Zeichner, Graphiker und Bildhauer
- Sigmund Barth (1723–1772), Maler
- Stephan Bildstein (1751–nach 1809), deutscher Maler
- Serge Brignoni (1903–2002), Maler, Plastiker und Sammler
- Raphael Christen (1811–1880), Bildhauer
- Balthasar Anton Dunker (1746–1807), Maler und Zeichner
- Hans Gieng († 1562), Bildhauer
- Jakob Emanuel Handmann (1718–1781), Maler
- Anton Hickel (1745–1798), Maler
- Sigmund Holbein (≈1470–1540), Maler
- Johann Rudolf Huber (1668–1748), Maler
- Ferdinand Huttenlocher (1856–1925), Bildhauer und Kunstlehrer
- Schang Hutter (1934–2021), Eisenplastiker
- Ernst Kreidolf (1863–1956), Buchillustrator
- Erhart Küng (≈1420–1507), Werkmeister am Berner Münster
- Pierre-Nicolas Legrand (1758–1829), französischer Maler
- Carlo E. Lischetti (1946–2005), Maler, Bildhauer und Aktionskünstler (Videoartist und Wortjongleur)
- Otto Morach (1887–1973), Maler
- Johann August Nahl (1710–1781), deutscher Bildhauer und Stuckateur
- August Friedrich Oelenhainz (1745–1804), deutscher Maler
- Meret Oppenheim (1913–1985), Künstlerin und Lyrikerin
- Ted Scapa (1931–2023), Künstler
- Jean Tinguely (1925–1991), Eisenplastiker

### Politiker
- Michail Alexandrowitsch Bakunin (1814–1876), russischer Anarchist
- Max Daetwyler (1886–1976), Friedensaktivist
- Wladimir Lenin (1870–1924), russischer Revolutionär
- Benito Mussolini (1883–1945), italienischer Diktator
- Richard von Weizsäcker (1920–2015), deutscher Politiker, sechster Bundespräsident der Bundesrepublik Deutschland

### Religiöse Persönlichkeiten
- Beatus (2. Jahrhundert), legendärer Heiliger
- Jacques-Davy Duperron (1556–1618), französischer Kardinal
- Berchtold Haller (1492–1536), Reformator
- Jeremias L’Orsa (1757–1837), reformierter Pfarrer
- Franz Eugen Schlachter (1859–1911), Bibelübersetzer
- Elias Schrenk (1831–1913), Evangelist

#### Christkatholische Bischöfe von Bern
- Léon Gauthier (1912–2003)
- Hans Gerny (1937–2021)
- Eduard Herzog (1841–1924)
- Adolf Küry (1870–1956)
- Urs Küry (1901–1976)
- Fritz-René Müller (* 1939)

### Schauspieler
- Massimo Rocchi (* 1957)
- Mathis Künzler (* 1978)
- Christine Lauterburg (* 1956)

### Schriftsteller
- Emmy Hennings (1885–1948), deutsche Schriftstellerin, Schauspielerin, Sängerin und Kabarettistin
- Hugo Ball (1886–1927), deutscher Autor und Biograf
- Friedrich Glauser (1896–1938), Schriftsteller
- Hermann Hesse (1877–1962), deutsch-schweizerischer Schriftsteller, Dichter und Maler
- Heinrich von Kleist (1777–1811), deutscher Dramatiker, Erzähler, Lyriker und Publizist
- Friedrich Dürrenmatt (1921–1990), Schriftsteller, Dramatiker und Maler
- Robert Walser (1878–1956), Schriftsteller
- Jeremias Gotthelf (1797–1854), Schriftsteller und Pfarrer
- Walter Vogt (1927–1988), Schriftsteller und Psychiater
- Christoph Geiser (* 1949), Schriftsteller
- Paul Nizon (* 1929), Kunsthistoriker und Schriftsteller
- Erica Pedretti (1930–2022), Schriftstellerin, Objektkünstlerin und Malerin
- Tom Kummer (* 1961), Autor und Journalist
- Armin Senser (* 1964), Schriftsteller

### Sonstige
- Werner Abegg (1903–1984), Textilindustrieller, Sammler von Textilien und Stifter der Abegg-Stiftung in Riggisberg
- Hans Wilhelm Auer (1847–1906), Architekt des Bundeshauses, Ehrenbürger der Stadt Bern
- Anna Feodorowna (1781–1860), russische Großfürstin deutscher Herkunft
- Mechthild Flury-Lemberg (* 1929), Textilrestauratorin
- Leon Hirsch (1886–1954), Buchhändler, Drucker, Verleger und Kabarett-Leiter
- Jan Paweł Lelewel (1796–1847), polnischer Wasser- und Straßenbauingenieur
- Max Schneckenburger (1819–1849), Dichter des Liedes Die Wacht am Rhein
- Johann August Sutter (1803–1880), Kaufmann und Gründer von Neu-Helvetien
- Madame Tussaud (1761–1850), Begründerin des Wachsfigurenkabinetts in London